# Чухшланой
Чухшланой (чечен. Чухушлана) — покинутый аул в Итум-Калинском районе Чеченской республики.

## География
Аул расположен к северо-западу от районного центра Итум-Кали.
Ближайшие населённые пункты и развалины покинутых аулов: на северо-западе — бывшие аулы Юрдыхой, Тухой и Баухой, на северо-востоке — бывший аул Эзихой, на юго-востоке  — бывшие аулы Алекале и Амкалой, на юго-западе — бывшие аулы Тонгахой, Бечиги и хутор Гезах.